# Кургулин, Нуртас Маликович
Нурта́с Ма́ликович Кургу́лин (каз. Нұртас Кургулин; 20 сентября 1986, Джамбул, Казахская ССР, СССР) — казахстанский футболист, защитник. Выступал в национальной сборной Казахстана.

## Карьера

### Клубная
Нуртас Кургулин — воспитанник джамбульской школы футбола. В 2003 году начал выступать за «Жамбыл», фарм-клуб «Тараза». Отыграв 2 сезона, становится победителем конференции «Юго-Запад» первой лиги Казахстана. В 2005 году молодого защитника приглашают в главную команду родного города. Позже становится лидером команды и получает капитанскую повязку.
В июле 2012 года подписывает контракт с «Астаной». Не сыграв ни одного матча покидает команду и уже в межсезонье, переходит в стан костанайского «Тобола».

### В сборной
Дебютировал в составе национальной сборной Казахстана 8 октября 2011 года, в матче против сборной Бельгии.

## Достижения
- Серебряный призёр Первой лиге Казахстана: 2008
- № 2 в списке 33 лучших футболистов Чемпионата Казахстана: 2011